# Stenopogon nigrolimbatus
Stenopogon nigrolimbatus là một loài ruồi trong họ Asilidae. Stenopogon nigrolimbatus được Martin miêu tả năm 1968. Loài này phân bố ở vùng Tân nhiệt đới và Tân Bắc giới.